# Astragalus tashkutanus
Astragalus tashkutanus är en ärtväxtart som beskrevs av V.A.Nikitin. Astragalus tashkutanus ingår i släktet vedlar, och familjen ärtväxter. Inga underarter finns listade i Catalogue of Life.